# Kurarua latipennis
Kurarua latipennis là một loài bọ cánh cứng trong họ Cerambycidae.